# Национальный день памяти Познанского июня 1956 года
Национальный день памяти Познанского июня 1956 года (пол. Narodowy Dzień Pamięci Poznańskiego Czerwca 1956) — польский государственный праздник, отмечаемый ежегодно 28 июня.

## Значение праздника
28 июня 1956 года в Познани вспыхнуло первое в Польской Народной Республике восстание, которое было жестоко подавлено правительственными войсками.

## История
Праздник установлен 21 июня 2006 года постановлением Польского Сейма.
Первое празднование даты состоялось 28 июня 2006 года в Познани в 50-ю годовщину Познанского июня. В церемонии приняли участие пять президентов различных государств Лех Качинский (Польша), Вацлав Клаус (Чехия), Хорст Кёлер (Германия), Иван Гашпарович (Словакия) и Ласло Шойом (Венгрия).

## Источник
- Dariusz Matelski, Działalność Stowarzyszenia «Poznański Czerwiec '56» w latach 1989—2008. Książka dedykowana prof. Edmundowi Makowskiemu (1931—2000), Wydawnictwo GRAFIKA, (Poznań 2008), ISBN 978-83-87350-61-1